# Cordon sanitaire (politiek)
Een cordon sanitaire, schutskring, brandmuur of simpelweg uitsluiting of marginalisatie, is een afspraak tussen politieke partijen om een specifieke partij of groepering uit te sluiten van samenwerking, omdat deze vaak als extremistisch of ondemocratisch wordt beschouwd. Deze tactiek van uitsluiting is kenmerkend voor landen met een politieke cultuur van centrumpolitiek.  
Dit betekent dat centrumpartijen weigeren met flankpartijen te onderhandelen, coalities te vormen of ze op enige wijze politieke invloed te geven. Het fenomeen roept zowel kritiek als steun op: voorstanders zien het als een manier om democratische waarden te beschermen, terwijl tegenstanders het een democratisch tekort vinden dat de wil van de kiezer ondermijnt. 
Het cordon sanitaire is in de 21e eeuw relevant in discussies rondom partijen als de PVV (Partij voor de Vrijheid) en het Forum voor Democratie, waarbij sommige partijen weigerden om met hen samen te werken vanwege hun standpunten over immigratie, islam of de rechtstaat. In Duitsland gaat ditzelfde principe bijvoorbeeld op voor de brandmuur betreffende AfD (Alternative für Deutschland) en in België voor het Vlaams Belang.

## Marginalisatie
Naast actieve uitsluiting bestaat er ook passieve marginalisatie. Het begrip repressieve tolerantie verwijst naar een politiek mechanisme waarbij partijen formeel deel uitmaken van het democratische proces, maar in de praktijk systematisch worden uitgesloten van daadwerkelijke machtsuitoefening, zoals het deelnemen aan coalities of regeringen. Hoewel deze partijen niet expliciet worden gemarginaliseerd via bijvoorbeeld een cordon sanitaire, worden ze permanent in de oppositie gezet door een politieke consensus onder andere partijen. Dit kan twijfels oproepen of elke stem even zwaar weegt.
Deze aanpak lijkt paradoxaal: de partijen worden 'getolereerd' in de democratische structuur, maar op een manier die hen van echte invloed berooft. Voorstanders van dit mechanisme zien het vaak als noodzakelijk om politieke stabiliteit te waarborgen of extreme standpunten buiten de macht te houden. Critici daarentegen beschouwen ook dit als een democratisch tekort, omdat het de wil van de kiezer niet volledig weerspiegelt.
De keuze voor repressieve tolerantie kan voortkomen uit verschillende factoren, zoals:
- Een gebrek aan consensus tijdens coalitieonderhandelingen waardoor samenwerking onmogelijk blijkt, zoals bij GroenLinks.
- Onoverbrugbare ideologische verschillen tussen partijen, waardoor meningsverschillen te groot worden om samen te werken, zoals bij DENK en de SP.
- De beperkte omvang van een partij waardoor deze nauwelijks toegevoegde waarde heeft bij coalitievorming, zoals bij de SGP en Volt.
- Een strategische zet van gemarginaliseerde partijen zelf om andere partijen te confronteren met hun geïsoleerde positie, in de hoop beleid of gedrag te veranderen, zoals bij de Partij voor de Dieren en Forum voor Democratie.

Hoewel repressieve tolerantie een subtielere vorm van politieke uitsluiting is dan een expliciet cordon sanitaire, roept het dezelfde fundamentele vragen op over de grenzen van democratische representatie en inclusiviteit.

## Communisme en socialisme
Historisch gezien hebben veel westerse democratieën in de 20e eeuw linkse partijen gemarginaliseerd of zelfs uitgesloten uit machtscoalities, vooral wanneer ze te radicaal geacht werden, zoals communistische of socialistische partijen. Dit gebeurde deels uit angst voor Sovjetinvloed, maar ook vanuit een algemene voorkeur voor stabiliteit binnen het politieke midden. In Nederland, bijvoorbeeld, werd de Communistische Partij van Nederland (CPN) vaak genegeerd door de traditionele machtspartijen.
Dit leidde tot een dubbele dynamiek: terwijl centrumlinkse en centrumrechtse partijen bleven samenwerken, verloren zij ook contact met hun respectievelijke achterbannen die radicalere veranderingen wensten, zoals herverdeling van welvaart of vergaande hervormingen. In de jaren zestig en zeventig brak er dan ook onvrede door, onder meer in de vorm van radicale bewegingen zoals Provo en de Nieuw Links, die de hegemonie van het midden uitdaagden en nieuwe vormen van politieke strijd introduceerden. Polarisatie ontstond hier als een middel om gehoord te worden door middel van buitenparlementaire acties, culturele revoluties en burgerprotesten.

## België
In België werd in 1989 een cordon sanitaire tegen het Vlaams Blok in het leven geroepen door de overige Vlaamse partijen van dat ogenblik: CVP, SP, PVV, VU en Agalev. De extreemrechtse partij Vlaams Blok haalde toen bij de gemeenteraadsverkiezingen in Antwerpen 17,17% van de stemmen. De term cordon sanitaire werd in de Belgische politiek geïntroduceerd door de onderzoeksjournalist Hugo Gijsels.
Het protocol dat werd afgesloten op 10 mei 1989 op voorstel van Agalev-partijsecretaris Jos Geysels hield echter maar een paar weken stand. Op 26 juni blies VU-voorzitter Jaak Gabriëls het protocol op, waarna ook PVV en CVP zich niet meer gebonden achtten. In de aanloop van de parlementsverkiezingen van 1991 faalde wederom een poging om het protocol nieuw leven in te blazen.
Pas nadat het Vlaams Blok bij de verkiezingen van 24 november 1991 ook nationaal doorgebroken was, werd een nieuw initiatief genomen. Op 19 november 1992 keurden alle Vlaamse partijen, het Vlaams Blok uitgezonderd, in het Vlaams Parlement een resolutie goed waarin het zogenaamde 70-puntenplan inzake immigratie van het Vlaams Blok scherp veroordeeld werd wegens strijdigheid met de Europees Verdrag voor de Rechten van de Mens.
In de resolutie werden de beginselen van het cordon sanitaire vastgelegd. Het houdt in dat elke Vlaamse partij in geen geval bestuursakkoorden afsluit of politieke afspraken maakt met het Vlaams Blok. Het cordon sanitaire geldt zowel voor de lokale als nationale niveaus en verkiezingen. De beginselen van het cordon sanitaire werden nog eens uitdrukkelijk herbevestigd in het Charter voor de Democratie naar aanleiding van de gemeenteraadsverkiezingen in 2000.
De omvorming van Vlaams Blok naar Vlaams Belang ging gepaard met het opstellen van een nieuw partijprogramma. Na enige discussie besloten de andere partijen geen nieuw schriftelijk cordon sanitaire akkoord meer aan te gaan met betrekking tot het Vlaams Belang, zodat er formalistisch gesproken geen cordon sanitaire meer is ten aanzien van die partij. Het heeft tot de gemeenteraadsverkiezingen van oktober 2006 geduurd voor er zich de eerste kartelvormingen met het Vlaams Belang aandienden.
Bij de gemeenteraadsverkiezingen van 13 oktober 2024 in Ninove haalde de Vlaams Belang-partij Forza Ninove met lijsttrekker Guy D'Haeseleer de absolute meerderheid, waardoor ze aan de macht kwamen bij de start van de volgende legislatuur op 5 december 2024. Wel is er nog een lokaal onderzoek lopende naar verkiezingsfraude met volmachten. Vlaams Belang sprak alvast van een doorbreking van de cordon sanitaire, maar nieuwsmedia en andere nationale partijen spraken dit tegen omdat Forza Ninove zal regeren zonder samenwerking met een andere partij. Dit gebeurde wel in Ranst waar op 19 oktober twee lokale partijen PIT en Vrij Ranst besloten een coalitie aan te gaan met Vlaams Belang, waardoor voor de allereerste keer in België het cordon sanitaire met die extreemrechtse partij als doorbroken beschouwd werd. Sommige verkozenen van PIT en Vrij Ranst, die ook nog lid waren van CD&V en Open VLD, werden prompt uit die nationale partijen gezet. In Izegem en Brecht gebeurde hetzelfde toen er daar ook in die periode coalities aangegaan werden met de lokale Vlaams Belang-afdelingen.

### Kritiek op het cordon sanitaire
De democratische waarde van het cordon sanitaire blijft een vaak aangegaan discussiepunt in de Vlaamse politiek. Met de partij worden namelijk ook alle personen die op deze partij gestemd hebben electoraal buitenspel gezet. De politieke analist Derk Jan Eppink stelt ook dat onder de bescherming van het cordon sanitaire het Vlaams Blok, intussen omgevormd tot Vlaams Belang, de grootste partij werd in Vlaanderen. Dit komt doordat een partij die op deze manier geïsoleerd wordt sympathie kan wekken door zichzelf als slachtoffer neer te zetten en bovendien de regering naar believen op alle punten kan bekritiseren omdat ze zelf geen regeringsverantwoordelijkheid krijgen. Ook juristen als Matthias Storme en filosofen als Ger Groot en Johan Sanctorum zijn gekant tegen de situatie van het cordon. Jean-Marie Dedecker bestempelde dit cordon als een "democratisch deficit". Filosoof en opiniemaker Etienne Vermeersch weerlegde daarentegen de stelling als zou het cordon ondemocratisch zijn.
Het cordon sanitaire rond het Vlaams Belang kwam opnieuw in opspraak in mei 2019, in de nasleep van Belgische federale verkiezingen. Het Vlaams Belang, nu onder leiding van Tom Van Grieken, behaalde een score van bijna twintig procent van de Vlaamse stemmen. Ze werden echter niet in de regering opgenomen, waarop de partij in januari 2020 nieuwe verkiezingen eiste.

## Nederland
Na de gemeenteraadsverkiezingen van 1990, die voor de Centrum Democraten (CD) in de vier grote steden gunstig verlopen waren, stelde fractieleider Hans Janmaat zich in het parlement bouder op en werd tegen deze nationalistische partij een cordon sanitaire ingesteld door het kabinet-Lubbers III en de Tweede Kamer. Janmaat verdedigde zich door, zo vaak hij kon, te benadrukken dat de CD buitengesloten werd.
In 2009 hebben verschillende partijen in Nederland aangegeven niet met de Partij voor de Vrijheid van Geert Wilders een regering te willen vormen. Wilders sprak hierop van een links cordon sanitaire. PvdA, GroenLinks, D66, SP en de ChristenUnie zeggen echter op basis van standpunten geen mogelijkheid voor samenwerking te zien. Er is geen sprake van een onderlinge afspraak, ook wordt de PVV in het parlement niet gemeden als het gaat om discussies met deze partij of het steunen van moties van deze partij.
Wilders zegt op voorhand geen partijen uit te sluiten. In 2016 sloot hij de VVD wel uit, zolang zij Mark Rutte als lijsttrekker zou hebben. Nog een uitzondering hierop vormt GroenLinks, omdat die partij in haar verkiezingsprogramma zou hebben opgenomen dat de Nederlandse cultuur niet bestaat. Daarnaast pleitte hij eerder voor het verbieden van de partij DENK.
In de loop der jaren hebben verscheidene partijen uit het brede centrum en de linkerflank zich in meer of minder felle bewoording uitgesproken tegen een samenwerking met de PVV. Toen in 2017 de PVV als tweede partij uit de bus kwam, zagen de VVD en het CDA (resp. eerste en derde partijen) zich genoodzaakt hun cordon sanitaire schriftelijk vast te leggen. Onder leiding van Mark Rutte werd deze lijn bij de VVD sindsdien gehandhaafd.
Met de val van kabinet-Rutte IV in juli 2023 en de kort daaropvolgende leiderschapswissel bij de VVD, werd een nieuwe koers van strategische ambiguïteit ingezet. Door enige vorm van samenwerking met de PVV niet langer categorisch uit te sluiten, zette de nieuwe partijleider Dilan Yeşilgöz de deur voor de PVV op een kleine kier. In navolging van deze strategie heeft ook de kersverse electoraal aanstormende partij NSC onder leiding van Pieter Omtzigt nooit de PVV categorisch uitgesloten. In november 2023 won de PVV een daverende verkiezingsoverwinning. De katalysator voor deze winst wordt geregeld ten dele toegeschreven aan het breken met de harde cordon sanitaire door partijen op centrumrechts. Met name de VVD, die daartoe de eerste aanzet had gegeven.